# Porocladium aquaticum
Porocladium aquaticum är en svampart som beskrevs av Descals 1976. Porocladium aquaticum ingår i släktet Porocladium, divisionen sporsäcksvampar och riket svampar.   Inga underarter finns listade i Catalogue of Life.